# Cessorinius Ammausius

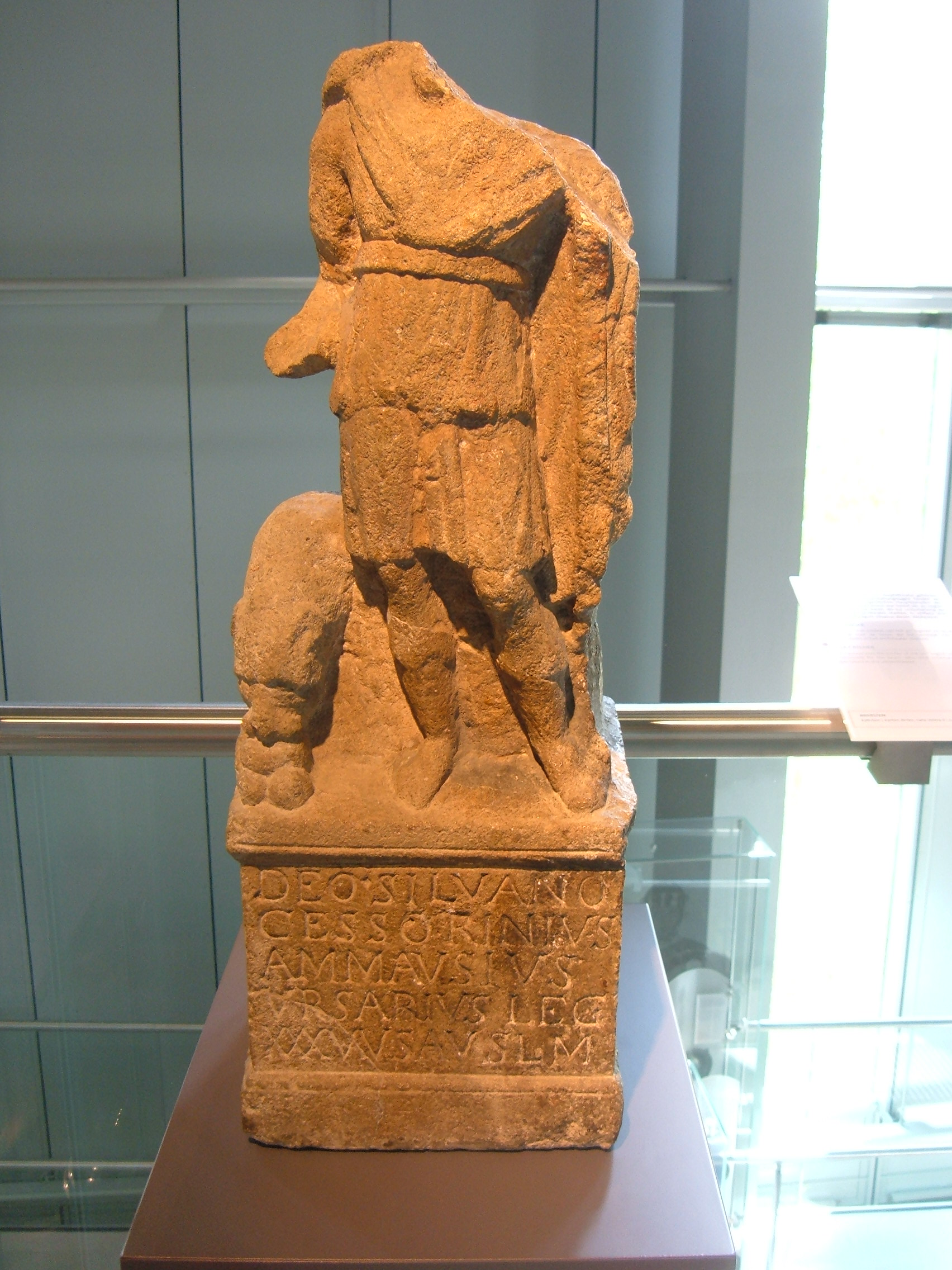
Die Inschrift

Cessorinius Ammausius (sein Praenomen ist nicht bekannt) war ein im 3. Jahrhundert n. Chr. lebender Angehöriger der römischen Armee.
Durch eine Weihinschrift, die in Colonia Ulpia Traiana gefunden wurde, ist belegt, dass Ammausius in der Legio XXX Ulpia Victrix diente. Er bezeichnet sich in der Inschrift als ursarius (Bärenfänger). Den Altar weihte er dem Gott Silvanus. Da die Legion in der Inschrift den Beinamen „Severiana Alexandriana“ trägt, kann das Grabmal in die Regierungszeit des Kaisers Severus Alexander (222–235) datiert werden.